# Broncopneumònia

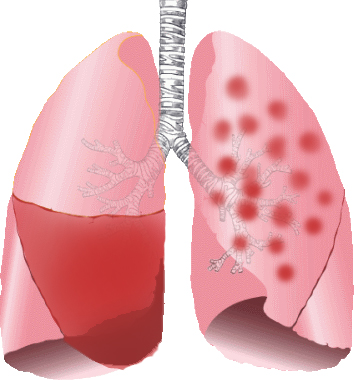
Il·lustració de la pneumònia.

La broncopneumònia és una pneumònia broncogènica, on hi ha, per tant, una inflamació aguda de les parets dels bronquíols. És un tipus de pneumònia que es caracteritza per múltiples focus d'aïllats, i consolidació aguda que afecta un o més lòbuls pulmonars.
És un dels dos tipus de pneumònia bacteriana segons la classificació per distribució anatòmica de la consolidació (solidificació), sent l'altre la pneumònia lobular.